# Solange es hell ist
Solange es hell ist (Originaltitel While the Light Lasts and Other Stories) ist eine Kurzgeschichtensammlung von Agatha Christie. Sie erschien zuerst am 4. August 1997 im Vereinigten Königreich im Verlag HarperCollins.
Die deutsche Erstausgabe wurde 1999 vom Scherz Verlag (Bern/ München/ Wien) in der bis heute verwendeten Übersetzung von Ursula-Maria Mössner mit Kommentaren von Tony Medawar veröffentlicht.
Sie enthält neun Kurzgeschichten, davon zwei mit ihrem berühmten Detektiv Hercule Poirot (Aufregung an Weihnachten und Das Rätsel der Truhe aus Bagdad).

## Die Geschichten
Das Haus aus den Träumen
Die Schauspielerin
Gratwanderung
Aufregung an Weihnachten
Der einsame Gott
Schatzsuche
Eine Wand so weiß wie Milch
Das Rätsel der Truhe aus Bagdad
Solange es hell ist

## Wichtige Ausgaben
- 1997 Harper Collins. London
- 1999 deutsche Erstausgabe im Scherz Verlag

In den USA ist diese Sammlung nicht erschienen.

### Erste Veröffentlichungen der Geschichten
Die Geschichten wurden wie folgt in Zeitschriften veröffentlicht:
- The House of Dreams (Das Haus aus den Träumen): Ausgabe 74 des Sovereign Magazin, Januar 1926
- The Actress (Die Schauspielerin): Ausgabe 218 des The Novel Magazine, Mai 1923 unter dem Titel A Trap for the Unwary
- The Edge (Gratwanderung): Ausgabe 374 des Pearson's Magazin, Februar 1927.
- Christmas Adventure (Aufregung an Weihnachten): 1611 des The Sketch Magazine vom 11. Dezember 1923. Später erweiterte die Autorin die Geschichte zu einem Kurzroman – Ein diplomatischer Zwischenfall.
- The Lonely God (Der einsame Gott): Ausgabe 333 des Royal Magazine, Juli 1926. Christies Originaltitel für diese Geschichte war The Little Lonely God.
- Within a Wall (Eine Wand so weiß wie Milch): Ausgabe 324 des Royal Magazine, Oktober 1925.
- The Mystery of the Baghdad Chest (Das Rätsel der Truhe aus Bagdad): Ausgabe 493 des Strand Magazine, Januar 1932. Später erweiterte die Autorin die Geschichte zu einem Kurzroman – Die Spanische Truhe.
- "While the Light Lasts" (Solange es hell ist): Ausgabe 229 des The Novel Magazine, April 1924

Manx Gold (Schatzsuche) war eines der ungewöhnlichsten Projekte in der Karriere der Autorin. Sie wurde von Politikern der Isle of Man gebeten, eine Schatzsuche zu inszenieren, um den Tourismus auf der Insel anzukurbeln. So schrieb sie eine Kurzgeschichte, die in fünf Fortsetzungen in der Daily Dispatch im Mai 1930 erschien. Die Kurzgeschichte enthielt Spuren zu vier Tabaksdosen, von denen jede einen Gutschein über 100 £ enthielt – in den 1930ern eine beträchtliche Summe. Die Bewohner der Insel waren von der Suche ausgeschlossen. Um die Schatzsuche weiter zu fördern, wurde ein Büchlein mit dem Titel June in Douglas gedruckt und in Hotels, Pensionen und an touristischen Zielen ausgelegt. Obwohl ungefähr 250.000 Exemplare dieses Heftchens gedruckt wurden, ist heute nur noch eines erhalten
Die Autorin verwendete das Motiv später noch in ihrem Roman mit Hercule Poirot Wiedersehen mit Mrs. Oliver und in einer Kurzgeschichte mit Miss Marple Ein seltsamer Scherz.